# Lepus arcticus
La liebre ártica o liebre polar (Lepus arcticus) es una especie de mamífero lagomorfo de la familia Leporidae. Es una de las liebres más adaptadas como habitante de las regiones polares y montañosas. Una vez fue considerada una subespecie de la liebre de montaña, no obstante ahora se considera como una especie separada.

## Distribución
Está distribuida en regiones como la tundra de Groenlandia y Escandinavia (Finlandia, Noruega, Suecia, Dinamarca, Islandia), extensas zonas de Canadá y Alaska. En el norte más cercano al polo es blanca durante todo el año, pero a medida que su hábitat se aleja del polo hacia el sur puede tener un color azul escarchado en verano con restos de blanco en la cola, y mudar su pelaje al blanco en invierno

## Tamaño
Se encuentra entre los 55 y los 70 centímetros de largo, y su peso ronda entre los 4 y los 5 kilos y medio.

## Alimentación
La liebre ártica come principalmente plantas pequeñas. Come brotes, bayas y hojas. Tiene un muy buen sentido del olfato, por lo que detecta en invierno la vegetación bajo la nieve, como las ramas de sauce, que le sirve de alimento.

## Depredadores
La liebre ártica tiene un gran número de depredadores como el zorro, el zorro ártico, el lobo, el lobo ártico, el lince canadiense, el armiño, el búho nival, el halcón gerifalte, el Halcón peregrino, el ratonero calzado y el águila calva.

## Subespecies
Hay cuatro subespecies de este tipo de liebre:
- Lepus arcticus arcticus Ross, 1819
- Lepus arcticus bangsii Rhoads, 1896
- Lepus arcticus groenlandicus Rhoads, 1896
- Lepus arcticus monstrabilis Nelson, 1934